# Oszkolki
Az Oszkolki (oroszul: Осколки) humoros művészeti-irodalmi hetilap volt a 19. század utolsó és a 20. század első két évtizedében Oroszországban. 1881–1916 között jelent meg Szentpéterváron, 25 éven át Nyikolaj Alekszandrovics Lejkin szerkesztette. A cím jelentése: 'Szilánkok'.

## Ismertetése
Az első évben a lap szerkesztője R. R. Golike volt, de már decemberben helyét Nyikolaj Lejkin (1841–1906) vette át. Lejkin mérsékelt liberális beállítottságú író volt, korábban több lapnak is dolgozott. A szentpétervári hivatalnokok, kereskedők világáról százával írt humoros, szatirikus elbeszélések és rövid „jelenetkék” (сценки) szerzőjeként ismerték. Akkoriban Oroszországban egyre szaporodtak a különféle humoros- és élclapok, de Lejkin az átlagnál magasabb színvonalat képviselt. Jelentős írókat is megnyert szerzőnek (Nyikolaj Uszpenszkijt, Nyikolaj Leszkovot), és az Oszkolki hamarosan a legnépszerűbb ellenzéki irányultságú humoros, karikatúra rajzokat is bőven közlő lappá vált. 1883-tól a szerkesztőség titkára 23 éven át Viktor Viktorovics Bilibin (1859–1908) volt, maga is ezernyi apró humoros írást közölt és Lejkin halála (1906) után két évig szerkesztette is a lapot.
Az Oszkolki neve nagyrészt Csehov közreműködése révén maradt fenn az irodalomtörténetben. Lejkin 1882 őszén véletlenül ismerkedett meg a pályája elején álló Csehovval, akinek akkor már jelentek meg karcolatai, humoros írásai a Sztrekoza (Szitakötő) és a Bugyilnyik (Ébresztőóra) című élclapban. Megismerkedésüktől kezdve Csehov rendszeresen küldött kisebb elbeszéléseket az Oszkolkiba, 1883–1885-ben A moszkvai élet „szilánkjai” címen humoros, szatirikus beszámolókat is közölt. A hasonló stílusú A szentpétervári élet „szilánkjai”-t maga Lejkin készítette. Csehovnak, aki ezekben az években még az orvosi egyetemet végezte (1884-ben fejezte be), nem csak stabil megélhetést biztosított a lap, hanem – mint könyvében Gereben Ágnes megjegyezte – a biztonságnál is fontosabb volt, hogy életében először irodalmi szempontok alapján irányították.
Miután 1884-ben az Otyecsesztvennije Zapiszkit néhány más folyóirattal együtt betiltották, az Oszkolki felett is Damoklész kardja lebegett – ahogy Lejkin egy levelében írta 1885 végén. Csehov ekkor emberileg már távolodni kezdett Lejkintől, miután jobban megismerte, és íróként túlnőtt rajta. 1887 végéig mégis állandó szerzője maradt, de fontosabb elbeszéléseit már más lapszerkesztőségeknek adta. Maga Lejkin pedig jónak látta a közéleti témákat és a szatirikus hangokat elhagyni a lapból. Számtalan ártalmatlan és „lapos” humoros írást és rímes humoreszket, anekdotát, aforizmát, „sorozatokat” közölt, a túlélésre rendezkedett be, és úgy is maradt. 